# Funerium
Funerium ist eine 2005 gegründete Funeral-Doom-Band.

## Geschichte
Emil Paavola initiierte Funerium 2005 als Fortführung des Projektes Bastard ov Betlehem. Den Namen wechselte Paavola zwischenzeitlich erneut hin und zurück. Seine Musik veröffentlichte er über sein eigenes, seinen Veröffentlichungen vorbehaltenem Label Stay Brutal. Lediglich die Kompilation Cvltvs Deorvm Aliorvm / Nihil in Omnino Nvsqvam erschien 2016 über Endless Winter. Die Rezeption seiner Veröffentlichungen blieb rar. Stefano Cavanna lobte das Musikprojekt in seiner Genre-Enzyklopädie Il suono del Dolore. Trent’anni di Funeral Doom. als eine von vielen guten Funeral-Doom-Interpreten die in Finnland seit der der Jahrtausendwende begründet wurden und die Musik als typisch für Ein-Mann-Bands, sowie als zufriedenstellend.

## Stil
Funerium spielt einen minimalistischen und einfachen Funeral Doom.

## Diskografie
- 2006: The Funeral Kult (Demo, Stay Brutal)
- 2007: From Infinity to Oblivion (Demo, Stay Brutal; als Bastard ov Betlehem; 2012 als Funerium, Stay Brutal)
- 2012: MMXII (Demo, Stay Brutal)
- 2012: Cultus Deorum Aliorum (Album, Stay Brutal)
- 2012: Nihil in Omnino Nusquam (EP, Stay Brutal)
- 2016: Cvltvs Deorvm Aliorvm / Nihil in Omnino Nvsqvam (Kompilation, Endless Winter)